# Amfisbena plamista
Amfisbena plamista (Amphisbaena fuliginosa) – gatunek beznogiego gada z rodziny Amphisbaenidae, występujący w Ameryce Południowej, na Trynidadzie i w Panamie.

## Środowisko
Amfisbeny plamiste żyją głównie na terenach o luźnej strukturze podłoża, gdzie mogą kopać tunele.

## Zachowanie
Amfisbena plamista większość życia spędza pod ziemią, drążąc sieć korytarzy. Jej schronienie kryje się w wilgotnej ziemi w pobliżu zbiornika wodnego, lub pod drzewami. Co pewien czas opuszcza kryjówkę i wygrzewa się w promieniach słońca. Amfisbena wychodzi spod ziemi także po obfitych deszczach, gdyż inaczej utopiła by się w zalanych wodą korytarzach. Zwierzę potrafi poruszać się w przód i do tyłu. Łuski pokrywające ciało gada układają się w pierścienie. Sąsiednie segmenty są połączone mięśniami, które mogą się kurczyć lub rozciągać. Amfisbena porusza się w linii prostej wykonując ruchy robaczkowe. Wysunięta do przodu część ciała zakotwicza się w glebie, silne mięśnie podciągają resztę pierścieni. Może także poruszać się, kurcząc i rozciągając ciało lub wykonując boczne, falujące ruchy. Amfisbena ryje głową korytarze (używając głowy jako tarana). Gad ten jest sprawnym myśliwym. Ofiary wykrywa przede wszystkim za pomocą słuchu. Chwyta drobne kręgowce oraz bezkręgowce, głównie owady i dżdżownice. Ma bardzo silne szczęki i ostre zęby. W górnej szczęce po każdej stronie tkwi 5–6 zębów. Na środku znajduje się 1 ząb. Gdy amfisbena ma zamknięty pysk, ząb wpasowuje się między duże zęby żuchwy. Jeśli gad złowi większe zwierzę, to zaciska na jego ciele silne szczęki, a ostre zęby odcinają fragmenty zdobyczy. Naukowcy przypuszczają, że dieta zwierzęcia zmienia się okresowo. Amfisbena ma wielu wrogów naturalnych. Polują na nią ptaki, niektóre małe ssaki, świnie i małpy. Niektóre gatunki węży wyspecjalizowały się w podziemnych polowaniach na amfisbeny. Dla obrony gad może odrzucić ogon, który nie odrasta, ale rana po nim szybko się goi. Pożywia się małymi kręgowcami, bezkręgowcami i owadami.

## Rozmnażanie
Amfisbeny są (poza 3 gatunkami) jajorodne. Sposób rozmnażania się tych zwierząt jest nieznany. Nie wiadomo także, ile samice składają jaj, ani jaki jest czas ich inkubacji. Samce posiadają parzysty narząd kopulacyjny w kształcie kieszeni. Podczas kopulacji jedna z kieszeni jest wynicowywana na zewnątrz. Samica składa jaja i pozostawia je bez opieki. Młode amfisbeny wykluwają się przebijając skorupkę jaja zębem jajowym wyrastającym na wewnętrznej stronie górnej szczęki i wyginającym się na zewnątrz. Z czasem zostaje on zastąpiony normalnym zębem. Jak wszystkie gady amfisbeny linieją w czasie wzrostu i zrzucają zbyt ciasną skórę w całości.

## Charakterystyka
GłowaGruba silna głowa jest pokryta rogowymi tarczkami.
OczyNiewielkie oczy są chronione przez przezroczystą warstwę skóry.
CiałoWalcowate ciało prawie na całej długości ma jednakową średnicę. Ma barwę czarno-białą.
OgonKrótki gruby ogon jest dobrze umięśniony.